# Application Foundation Classes
Application Foundation Classes (AFC) va ser un framework gràfic per a la creació d'interfícies gràfiques d'usuari (IGU) basades amb Java, desenvolupada per Microsoft i alliberat com a part del SDK de Java de Microsoft. AFC es va basar amb Abstract Window Toolkit (AWT), però la seva arquitectura fa més fàcil l'ampliació dels components ajustant-se millor a les necessitats dels usuaris.
Els components AFC es van anunciar com a plataforma creuada, però van funcionar millor amb la màquina virtual Java de Microsoft, el suport de la plataforma de Windows no era problemàtic.

## Història
L'alliberament de AFC (juntament amb J/Direct (en lloc de JNI) i WFC), va ser part d'un esforç de Microsoft per assolir el lideratge de la comunitat creixent de Java.
Amb el llançament de Java Foundation Classes, l'interès amb AFC es va reduir, i més tard ja no es mantindria.